# أسدود

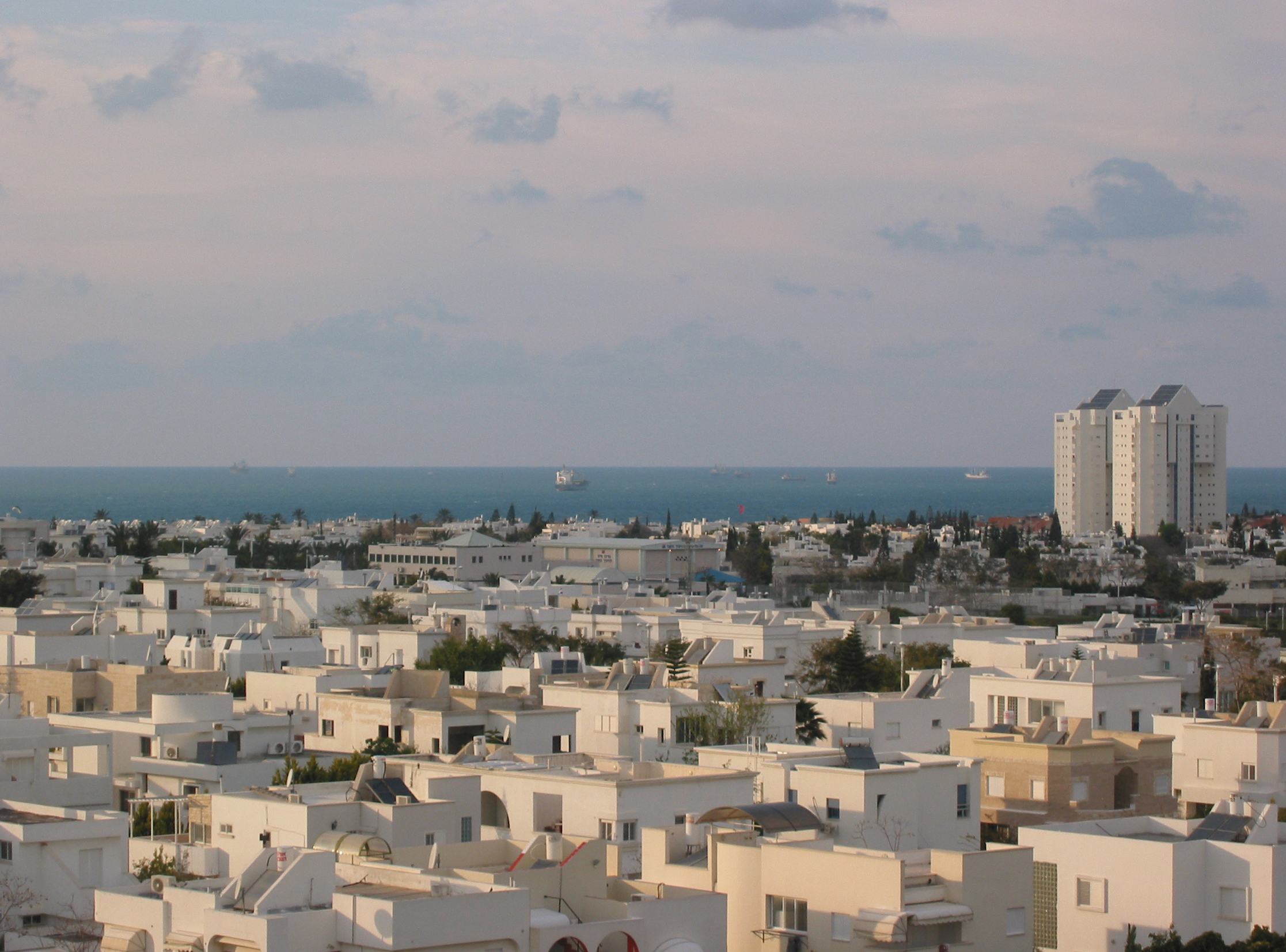
جانب من مدينة أسدود عام 2005.

إِسْدُود (بالعبرية: אַשְׁדּוֹד أَشْدُود) هي مدينة ساحلية تقع على البحر الأبيض المتوسط، بناها الكنعانيون الذين سكنوا فلسطين التاريخية حوالي عام 3000 قبل الميلاد. تعتبر مدينة أسدود السادسة كبرًا من حيث عدد السكان حيث يبلغ عدد سكانها 224,628 نسمة حسب إحصائيات ديسمبر 2018. وتقع ضمن لواء الجنوب حسب التقسيم الإداري الإسرائيلي. يعدّ ميناؤها الأهم في إسرائيل وهو ما يمثل 60% من السلع المستوردة في البلاد. تقع المدينة بين تل أبيب إلى الشمال على بعد 32 كم (20 ميل)، وعسقلان إلى الجنوب على بعد 20 كم (12 ميل)، والقدس 53 كم (33 ميل) إلى الشرق. المدينة هي أيضاً مركز صناعي إقليمي مهم. جراء حرب 1948 هاجر معظم سكانها العرب إلى غزة وغيرها.
تُغطي أسدود الحديثة أراضي مدينتين مزدوجتين قديمتين، واحدة داخلية وواحدة على الساحل، والتي كان لمعظم تاريخهما كيانان منفصلان، مرتبطان بروابط وثيقة مع بعضهما البعض. يتناول هذا المقال هذه المدن التاريخية، بما في ذلك المواقع القديمة الأخرى القريبة، وأسدود الحديثة.
يرجع تاريخ أول مستوطنة حضرية موثقة في أسدود إلى الثقافة الكنعانية في القرن السابع عشر قبل الميلاد. ذُكرت أسدود 13 مرة في الكتاب المقدس. خلال تاريخها قبل عام 1956، استوطن المدينة الفلستيون وبنو إسرائيل والمستعمرون اليونانيون الذين جاءوا في أعقاب فتوحات الإسكندر والرومان والبيزنطيين والعرب والصليبيين والأتراك العثمانيين.
تأسست أسدود الحديثة في عام 1956 على التلال الرمليَّة بالقرب من موقع المدينة القديمة، وتم دمجها كمدينة في عام 1968، مع مساحة أرض تبلغ حوالي 60 كيلومتر مربع (23 ميل مربع). كونها مدينة مخططة، اتبع التوسع خطة تطوير رئيسيَّة، والتي سهلت حركة المرور ومنع تلوث الهواء في المناطق السكنية، على الرغم من النمو السكاني. وفقا لمكتب الإحصاء المركزي الإسرائيلي، كان عدد سكان أسدود 224,628 في عام 2018، بمساحة 47,242 دونم (47.242 كم 2؛ 18.240 ميل مربع).
أسدود اليوم هي موطن لأكبر جالية يهودية مغربية في إسرائيل، وأكبر جالية يهودية قرائية في إسرائيل، وأكبر جالية يهوديَّة جورجيَّة في العالم.

## المناخ
يظهر الجدول التالي التغييرات المناخية على مدار السنة لأسدود:
| البيانات المناخية لـأسدود                  | البيانات المناخية لـأسدود | البيانات المناخية لـأسدود | البيانات المناخية لـأسدود | البيانات المناخية لـأسدود | البيانات المناخية لـأسدود | البيانات المناخية لـأسدود | البيانات المناخية لـأسدود | البيانات المناخية لـأسدود | البيانات المناخية لـأسدود | البيانات المناخية لـأسدود | البيانات المناخية لـأسدود | البيانات المناخية لـأسدود | البيانات المناخية لـأسدود |
| الشهر                                      | يناير                     | فبراير                    | مارس                      | أبريل                     | مايو                      | يونيو                     | يوليو                     | أغسطس                     | سبتمبر                    | أكتوبر                    | نوفمبر                    | ديسمبر                    | المعدل السنوي             |
| ------------------------------------------ | ------------------------- | ------------------------- | ------------------------- | ------------------------- | ------------------------- | ------------------------- | ------------------------- | ------------------------- | ------------------------- | ------------------------- | ------------------------- | ------------------------- | ------------------------- |
| متوسط درجة الحرارة الكبرى °م (°ف)          | 17.2 (63.0)               | 19.5 (63.5)               | 23.7 (67.5)               | 26.9 (76.3)               | 27.4 (81.3)               | 29.5 (85.1)               | 31.8 (87.4)               | 30.1 (88.0)               | 29.2 (86.4)               | 26.5 (82.2)               | 23.6 (74.5)               | 19.2 (66.6)               | 25.4 (76.8)               |
| متوسط درجة الحرارة الصغرى °م (°ف)          | 7.1 (46.6)                | 9.8 (46.4)                | 12.3 (48.7)               | 15.9 (53.4)               | 16.8 (58.6)               | 19.2 (64.4)               | 21.6 (69.1)               | 20.4 (70.5)               | 18.1 (68.2)               | 15.5 (63.5)               | 11.7 (55.6)               | 9.5 (49.6)                | 14.8 (57.9)               |
| الهطول مم (إنش)                            | 127.9 (5.10)              | 98.6 (3.93)               | 61.4 (2.45)               | 17.8 (.71)                | 3.1 (.12)                 | 0 (0)                     | 0 (0)                     | 0 (0)                     | 2.3 (.09)                 | 29.2 (.76)                | 69.8 (2.78)               | 114.7 (4.57)              | 524.8 (20.51)             |
| المصدر: دائرة الإحصاء المركزية الإسرائيلية |                           |                           |                           |                           |                           |                           |                           |                           |                           |                           |                           |                           |                           |

## توأمة
لأسدود اتفاقيات توأمة مع كل من:
- بوردو [24]
- باهيا بلانكا
- لوس أنجلوس
- ووهان [25]
- تامبا [24]
- برست [24]
- باطوم (7 مايو 2012 - )[24]
- زاباروجيا (13 سبتمبر 2011 - )[24]
- أتيراو [24]
- أرخانغلسك [24]
- كيشيناو
- تيراسبول
- بحر دار [26]
- شبانداو [24]

## أعلام
- بينكاس أبوحصيرة
- ألون داي
- آشر بن لولو
- أوفير مارسيانو
- دايفد بايتون
- سيتين طوبق أوغلو
- فرقان دوجان